# Jean Leblond
Jean Leblond (Brugelette, 2 juni 1920 – Aat, 1996) was een Belgische atleet, die zich had toegelegd op de lange afstand. Hij nam eenmaal deel aan de Olympische Spelen en veroverde één Belgische titel.

## Biografie
Leblond werd in 1950 Belgisch kampioen marathon. Hij nam deel aan de Europese kampioenschappen in Brussel, waar hij zevende werd. Twee jaar later werd hij op het Belgisch kampioenschap geklopt door Charles Dewachtere. Hij plaatste zich daarbij voor de Olympische Spelen in Helsinki, waar hij tweeëndertigste werd.
Leblond overleed in 1996.

### Clubs
Leblond was aangesloten bij Union Sportive Tournai en stapte over naar Union Sint-Gillis.

## Belgische kampioenschappen
| Onderdeel | Jaar |
| --------- | ---- |
| marathon  | 1950 |

## Persoonlijk records
Piste
| Onderdeel | Prestatie         | Datum | Plaats    |
| --------- | ----------------- | ----- | --------- |
| 15.000 m  | 47.54,0 (ex-NR)   |       | Stockholm |
| 25.000 m  | 1:22.54,0 (ex-NR) |       |           |
| 30.000 m  | 1:44.25,8 (ex-NR) |       |           |
| uur       | 18.513 m (ex-NR)  |       | Stockholm |

Weg
| Onderdeel | Prestatie | Datum        | Plaats |
| --------- | --------- | ------------ | ------ |
| marathon  | 2:23.35   | 14 juni 1952 | Gent   |

## Palmares

### 10.000 m
- 1947:  BK AC - 33.37,0
- 1948:  BK AC - 32.12,0
- 1950:  BK AC - 31.32,4

### marathon
- 1950:  BK
- 1950: 7e EK in Brussel – 2:36.55
- 1952:  BK (Waregem-Gent) – 2:23.35
- 1952: 32e OS in Helsinki – 2:40.37

### veldlopen
- 1939:  Volkscross